# Artvin (stad)
Artvin is de hoofdstad (İl Merkezi) van het gelijknamige district en de provincie Artvin in Turkije. De plaats telt 169.280 inwoners.
Artvin is hoog gelegen op een rots boven de Çoruh rivier. Er heerst een nat klimaat door de nabijheid van de Zwarte Zee. Bezienswaardig is het Livana-kasteel uit 937. Verder heeft de stad een aantal Ottomaanse huizen waaronder de Salih Bey moskee uit 1792 en de fontein van Çelebi Efendi gebouwd in 1783.

## Stedenbanden
Artvin heeft een stedenband met:

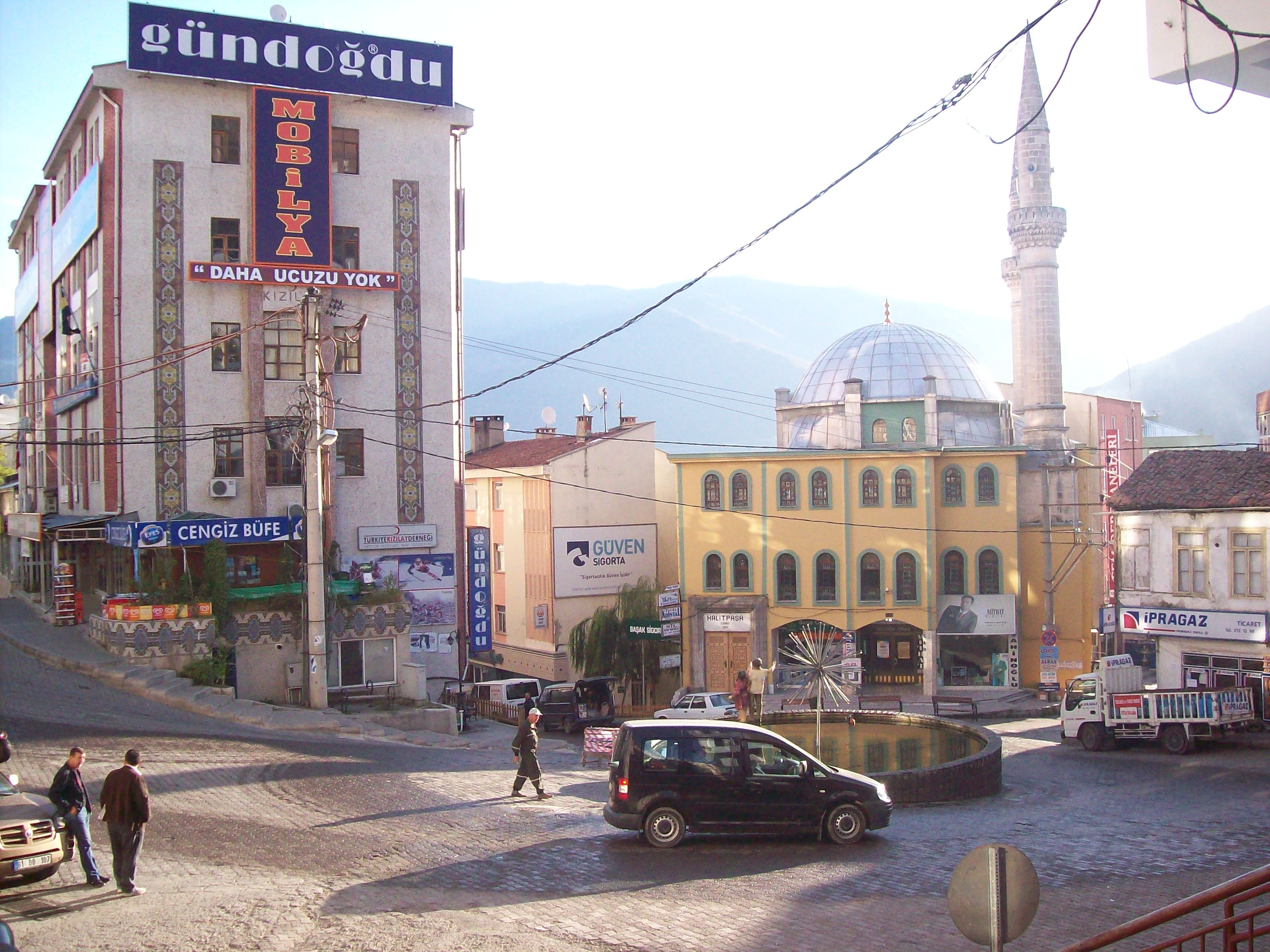
Het centrum van Artvin

- Achaltsiche (Georgië)
- Batoemi (Georgië)
- Casablanca (Marokko)

- Bibliothèque nationale de France: cb155345073 (data)
- Gemeinsame Normdatei: 4383304-4
- Library of Congress Control Number: nr2002041120
- MusicBrainz: b2d82279-aac6-41bf-b038-1c9c6e0cdb0b
- Nationale Bibliotheek van Israël: 987007480107505171
- Virtual International Authority File: 136505577